# Huit circuits de conscience
 (octobre 2015).
Si vous disposez d'ouvrages ou d'articles de référence ou si vous connaissez des sites web de qualité traitant du thème abordé ici, merci de compléter l'article en donnant les références utiles à sa vérifiabilité et en les liant à la section « Notes et références ».
Le modèle de la conscience sur huit circuits/niveaux est une théorie sur la structure de la conscience proposée par le psychologue Timothy Leary. Leary pensait que l'esprit est le mieux représenté comme un assemblage de huit « niveaux » ou « circuits », aussi appelés « vitesses » ou « mini-cerveaux ». Chaque niveau représenterait une étape supplémentaire d'évolution par rapport au précédent. Ce modèle fut influencé par ceux proposés par les travaux du psychologue suisse Jean Piaget.
Leary a présenté une structure basée sur la latéralisation des fonctions cérébrales, mais en poussant ses conclusions bien plus loin que les standards de la neuropsychologie académique. Les quatre premiers niveaux, selon Leary, résideraient dans le lobe cérébral gauche, concernent la survie des organismes dans leur environnement ; les quatre autres, résidant dans le lobe droit toujours selon Leary, seront utiles dans l'évolution future de l'espèce, et restent actuellement inactifs dans la majorité de l'humanité.

## Les huit niveaux
Selon Leary le modèle de la conscience sur huit circuits/niveaux expliquerait, entre autres, le conflit social dans les années 1960, où le courant principal, supposé avec une activité jusqu'au niveau 4 (domestique), et caractérisé comme étant fait de « moralistes tribaux » par Leary, est entré en conflit avec la contre-culture de l'époque, des individualistes et hédonistes actifs jusqu'au niveau 5 (neurosomatique).
Le modèle de Leary n'a pas été largement accepté parmi les scientifiques, d'une part parce qu'il prend en compte les traits humains primitifs (niveau 1, survie), et d'autre part parce qu'on ne lui a pas trouvé de bases anatomiques, et enfin parce que sa théorie ne parvient pas à expliquer le rôle des autres structures neutres dans les niveaux basique de conscience, comme l'éveil.
Les idées de Leary ont fortement influencées le travail de Robert Anton Wilson. Son livre, Prometheus Rising documente le modèle présenté ici. Dans son livre The Game of Life, Leary affirme avoir inversé l'ordre naturel d'un des circuits en relation avec un autre comme un 'test' et que n'importe quel véritable adepte serait capable de le remettre à la bonne position. Dans son esprit, le livre de Robert Anton Wilson les place dans la bonne position.
Le premier livre de Leary sur le sujet, Neurologic (1973), ne décrivait que sept circuits ; il publia une version augmentée en 1977 : Exo-Psychology avec les huit circuits. Le dernier en date, avec du contenu additionnel, a été publié en 1989 sous le titre Info-Psychology (par l'éditeur New Falcon).

### Le niveau de survie biologique
Le niveau de survie biologique est en relation avec les instincts de survie les plus primitifs, et la séparation dangereux/inoffensif des objets nous entourant. Ce niveau aurait émergé pour la première fois dans les cerveaux des invertébrés. Ce serait le premier à s'activer dans le cerveau d'un enfant. Leary disait qu'il était activé par les drogues opioïdes, ainsi que de faibles doses d'alcool. Ce circuit implique une perception unidimensionnelle : avant et arrière (en avant vers la nourriture, le foyer, et tout ce qui est considéré comme sain et nécessaire, et à l'opposé laisser en arrière les prédateurs et dangers).

### Le niveau émotionnel
Le niveau émotionnel serait lié aux émotions brutes et à la séparation de comportement entre soumis et dominant. Ce circuit serait apparu en premier chez les vertébrés. Pour les humains, il serait en fonctionnement quand l'enfant apprend à marcher. Leary l'associe avec de fortes doses d'alcool. Ce circuit introduit une seconde dimension (haut bas) liée avec les comportements territoriaux et aux jeux de pouvoir tribaux (haut comme la taille représentant le pouvoir, et bas, comme la posture « queue-entre-les-jambes » en signe de soumission).

### Le niveau symbolique
Le niveau symbolique concerne la logique et la symbolique dans les pensées. Leary disait que ce circuit serait apparu quand l'homme a commencé à se différencier du reste des primates. Leary croyait que ce circuit est stimulé par la caféine, la cocaïne, et autres stimulants comme les cures de protéine. Ce niveau introduit la troisième dimension, droite et gauche, liés au développement des mouvements habiles et l'utilisation d'« artefacts ». Aussi appelé par Leary le « niveau habileté-symbolisme » ; appelé par Robert Anton Wilson le « niveau sémantique ».

### Le niveau domestique
Le niveau domestique concerne l'évolution à travers un réseau social et la transmission de culture à travers le temps. Ce niveau serait arrivé avec le développement des tribus. Leary n'a jamais associé de psychoactif à celui-ci, mais des écrivains postérieurs l'ont associé avec le MDMA. Ce quatrième circuit serait en relation avec les règles et codes moraux, sexuels, tribaux... passés de génération en génération et il est l'introduction à la quatrième dimension : le temps. Ce niveau est aussi appelé par Leary et Wilson le niveau socio-sexuel.

### Le niveau neurosomatique
Le niveau neurosomatique est le premier de l'hémisphère droit, premier des niveaux « supérieurs » qui sont inactifs chez la plupart des humains. Il autoriserait à voir les choses dans un espace multidimensionnel au lieu des quatre dimensions de l'espace-temps euclidien, et serait présent pour aider à l'exploration future de l'espace. Il serait apparu avec le développement des sociétés de loisirs autour de l'an -2000. On l'associe avec l'hédonisme et l'érotisme. Leary l'avait lié avec le cannabis et le yoga tantrique, ou simplement à l'expérience de la chute libre au bon moment.

### Le niveau neuroélectrique
Le niveau neuroélectrique est en relation avec l'esprit devenant conscient de lui-même, indépendamment des schémas créés par les cinq circuits précédents. Il est aussi appelé « métaprogrammation » ou « conscience des abstractions ». Leary disait que ce niveau permettait les communications télépathiques, et qu'il est impossible de le décrire à ceux qui n'ont seulement expérimenté les quatre premiers circuits, et difficile pour ceux avec un cinquième niveau actif. Il se serait manifesté en -500, avec la Route de la soie. Leary le liait avec le peyote, et la Psilocybine. Robert Anton Wilson appelait ce niveau le niveau de la « métaprogrammation ».

### Le niveau neurogénétique
Le niveau neurogénétique permettrait l'accès à la mémoire génétique contenue dans l'ADN. Il est connecté avec les mémoires des vies passées, les annales akashiques, et l'inconscient collectif, et autoriserait l'immortalité pour les humains. Ce circuit serait apparu en premier parmi les sectes Hindoues et Sufi dans le début du premier millénaire. Il est stimulé par le LSD, et le Raja Yoga. Robert Anton Wilson appelait ce circuit le circuit morphogénétique.

### Le circuit psycho-atomique
Le circuit psycho-atomique permettrait l'accès à la conscience intergalactique qui régit la vie dans l'univers (souvent décrite comme Dieu, la Déesse-Mère, les Extraterrestres), et permettrait aux humains d'agir en dehors de l'espace-temps et des contraintes de la relativité. Ce circuit est associé à la kétamine et au DMT, par Leary. Celui-ci l'appelait aussi « circuit neuro-atomique » ou « circuit Métaphysiologique », Robert Anton Wilson l'avait appelé « circuit quantique non-local ».

## Les huit circuits en français
Dans le monde francophone, le premier ouvrage entièrement consacré aux huit circuits de conscience a été publié début 2012 : Les Huit Circuits de conscience - chamanisme cybernétique et pouvoir créateur,, par Laurent Huguelit, responsable de la Foundation for Shamanic Studies de l'anthropologue Michael Harner en France. L'auteur y propose un développement inédit du modèle de Timothy Leary ; il y clarifie notamment la dénomination et la fonction des circuits, ainsi que les interactions cybernétiques qui les relient au moyen de boucles de feed-back. Il y éclaircit également le fonctionnement du huitième circuit, en se référant aux travaux d'Ervin László sur le champ akashique, ainsi qu'aux ouvrages de Jane Roberts (Les Livres de Seth) et Jerry & Esther Hicks (en) (La Loi de l'attraction) sur la conscience quantique et le pouvoir créateur de l'être.
Un autre ouvrage paru fin 2016 développe la théorie des huit circuits de conscience en utilisant une grille de lecture dynamique du monde (introduisant le changement comme base de réflexion) liée à la cosmologie chinoise (couple Yin/Yang). Il s'agit de Flipper cosmique. Cette synthèse d'années de recherche personnelle aborde le sujet en le reliant à un ensemble cohérent permettant de dégager un nouveau champ d'exploration inédit de la conscience en tant qu'énergie. L'auteur y précise l'organisation structurelle des circuits, leur agencement et introduit quatre nouveaux circuits en se référant notamment aux travaux sur le cerveau trinunique. Il y décrit l'âme humaine comme étant une forme substantielle et immatérielle Yang de la matière psychophysique, au contraire du corps physique qui principiellement « retient » l'âme grâce à son action Yin. Cette grille de lecture taoïste permet à l'auteur d'aborder la conscience comme notion faisant référence plus particulièrement à l'activité électrique, part Yang de l'âme humaine et de mettre en avant une notion d'énergique chinoise, le Qi (chi), qu'il en fait la part Yin de l'âme humaine. L'auteur prend comme base de recherche un modèle de processus en cinq étapes réduit en trois phases lui permettant d'avoir accès et de décrire finement la circulation du chi / de la conscience à l'intérieur de l'âme humaine et d'introduire de nombreuses nouvelles notions notamment celles de « zone de cohérence » et de « zone de décohérence » ou encore de mouvement ascendant, descendant ou de recyclage[source secondaire nécessaire].
En juin 2021, Franck Godard publie un ouvrage explorant les huit circuits de conscience, intitulé Epignosis – Courts-circuits d’inconscience. L’auteur reprend les terminologies de Robert Anton Wilson et détaille chaque circuit grâce à des exemples du quotidien. Il explique notamment comment des empreintes fortes sur les quatre premiers circuits primaires peuvent être des failles exploitables pour la manipulation des personnes. Du besoin de biosurvie de nos sociétés modernes axées sur l’obtention de biens matériels jusqu’au circuit socio-sexuel moral tiraillé entre religion et société moderne, il décrit les interactions entre les circuits et le monde extérieur. Il y analyse tour à tour l’impact des médias sur le circuit sémantique, les systèmes sectaires et leur schéma de manipulation des circuits, la relation entre le monde politique et l’ésotérisme sans tomber dans le conspirationnisme. L’auteur fait aussi, pour chaque circuit, des parallèles avec les travaux de différents ordres initiatiques qu’il a pu pratiquer et leurs impacts sur la conscience. Cet ouvrage est séparé en deux parties, la première étant consacrée aux quatre circuits primaires présents chez tout individu et la seconde étant principalement orientée sur les quatre circuits modernes qui n’existent pas naturellement chez l’homme et qui demandent un travail sur soi. Chaque chapitre inclut une réflexion sur les pratiques ésotériques ainsi qu’à l’instar du livre de Robert Anton Wilson, Prometheus Rising, quelques exercices pour explorer ces différents circuits.